# Nikolce Kleckaroski
 Nikolce Kleckaroski, né le 17 mai 1983, est un footballeur macédonien qui joue au poste d’attaquant au Danang FC.
Nikolce Kleckaroski a joué 2 matchs en Ligue des Champions avec le FK Makedonija.

## Palmarès
- Champion du Viêt-Nam 2012